# Endre Kabos
Endre Kabos (ur. 5 listopada 1906 w Nagyvárad, zm. 4 listopada 1944 w Budapeszcie) – węgierski szablista pochodzenia żydowskiego, wielokrotny medalista igrzysk olimpijskich i mistrzostw świata.
Na igrzyskach olimpijskich w Los Angeles w 1932 roku wspólnie z Attilą Petschauerem, Ernő Nagym, Gyulą Glykaisem, Györgym Pillerem i Aladárem Gerevichem zdobył złoty medal w szabli drużynowej. Parę dni później zdobył brązowy medal w turnieju indywidualnym. W rundzie finałowej wygrał pięć z dziewięciu pojedynków i uplasował się za Györgym Pillerem i Włochem Giulio Gaudinim. Brał też udział w igrzyskach olimpijskich w Berlinie w 1936 roku, gdzie zdobył kolejne dwa medale. Najpierw razem z Aladárem Gerevichem, Pálem Kovácsem, Tiborem Berczellym, László Rajcsányim i Imre Rajczym zdobył złoty medal w szabli drużynowej. W turnieju szabli indywidualnej wywalczył kolejne złoto, wygrywając siedem z ośmiu pojedynków rundy finałowej i wyprzedzając Włocha Gustavo Marziego i Aladára Gerevicha. 
Podczas mistrzostw świata w Wiedniu w 1931 roku (oficjalnie rozgrywanych pod tą nazwą dopiero od 1937) Aladár Gerevich, Gyula Glykais, Endre Kabos, Sándor Gombos, Attila Petschauer i György Piller wywalczyli złoty medal w szabli drużynowej. W tej samej konkurencji zdobywał następnie złote medale na mistrzostwach świata w Budapeszcie (1933), mistrzostwach świata w Warszawie (1934) i mistrzostwach świata w Lozannie (1935). Ponadto wywalczył trzy medale w turniejach indywidualnych: złote na MŚ 1933 i MŚ 1934 oraz srebrny na MŚ 1931 (za Györgym Pillerem).
W czasie II wojny światowej spędził kilka miesięcy w obozie pracy przymusowej w Vax. Następnie pracował jako kierowca dla wojska w Budapeszcie. 4 listopada 1944 prowadził ciężarówkę z amunicją przez Most Małgorzaty, kiedy podłożona przez Strzałokrzyżowców bomba uszkodziła most, a Kabos wraz z ciężarówką wpadł do Dunaju ponosząc śmierć na miejscu.